# Саратов (пароход)
«Саратов» — грузо-пассажирский пароход, построенный в Дании в 1888 году. Ходил под флагами Дании, Российской империи, Латвийской республики и СССР. В 1923 году потерпел крушение и затонул.

## История
Пароход был построен в 1888 году в Копенгагене (Дания) на верфи Burmeister & Wain и носил имя Leopold II, принадлежал датской компании «Det forenede Dampskibs-Selskab" (DFDS)
Созданное в 1908 году АО «Русское Северо-Западное Пароходство» выкупило его, переименовав в 1911 году в «Саратов». Пароход был приписан к порту Либава под № 238 и курсировал между Либавой и Великобританией, перевозил грузы и эмигрантов.
В 1916 году пароход был захвачен немцами и стал использовался для нужд немецкой имперской армии.
После окончания Первой Мировой Войны немцы бросили судно в порту Либава. Датчане пытались его забрать и выслали за ним два буксира, но местные власти позаботились чтобы судно осталось в порту, где его стали использовать как склад британского флота.
8 января 1919 года пароход был конфискован Временным правительством Латвии согласно приказу № 707, на нём был поднят красно-бело-красный флаг Латвийской Республики. С 16 апреля по 27 июня 1919 года судно было единственным местом пребывания Временного правительства Латвии под руководством Карлиса Улманиса, не на сухопутной территории Латвии, а в море Балтики. 7—8 июля 1919 года на этом пароходе Временное правительство из Лиепаи прибыло в Ригу. Поздне́е судно использовали для доставки военных грузов армии. «Саратов» перевозил золотой запас Латвийской республики, на нём же из Риги в Айнажи были перевезены первые латвийские самолёты — Sopwith Strutter и Nieuport.
В 1920 году Второе Военное министерство передало пароход в отдел эксплуатации Государственных кораблей. «Саратов» выполнял рейсы в порты Великобритании — перевозил пассажиров, продовольственные товары, лесоматериалы и уголь. 12 декабря 1920 года около Хельсинки «Саратов» сел на мель, и в 1921 году пароход поставили на ремонт в Лиепае. Затем, из-за возраста и других технических причин, опять стоял без дела в порту Лиепаи.
В конце 1922 года в соответствии с договором мира между Советской Россией и Латвией, Россия потребовала вернуть «Саратов». В Риге пароход привели в технический порядок и передали советским морякам. 13 января 1923 года под командованием капитана Кондратьева, с флагом СССР, корабль отправился из Риги в один из английских портов. По маршруту пароходу необходимо было зайти в Лиепаю, чтобы доставить туда пассажиров — латышских моряков, которые участвовали в работах по передаче корабля. Этот рейс для «Саратова» стал роковым — новая команда, принявшая корабль, плохо знала Курземское побережье Балтийского моря, и пароход затонул напротив мыса Акменьрагс на глубине 5 метров.
В середине 1930-х годов лиепайский предприниматель Розенберг начал взрывать затонувшее судно, отделяя куски обшивки для продажи их на металлолом.
В июне 2019 года состоялись торжественные мероприятия, посвящённые встрече парохода «Саратов» в 1919 году и приуроченные к 100-летию образования Латвийской Республики.